# Holenkiekendief
De holenkiekendief (Polyboroides radiatus) is een roofvogel uit de familie havikachtigen (Accipitridae). De soort is niet nauw verwant aan de kiekendieven. De holenkiekendief is een endemische vogelsoort uit Madagaskar.

## Kenmerken
De holenkiekendief is 68 cm lang. Het mannetje en het vrouwtje verschillen niet in verenkleed. De huid van de voorkant van de kop is kaal en roze of geel gekleurd, de snavel is zwart. De iris is dofbruin. Onvolwassen vogels zijn dwarsgestreept bruin.
De holenkiekendief is een betrekkelijk schuwe vogel die solitair of in paren leeft. De vogel kan lange tijd doodstil zitten op een dikke tak aan de rand van het bos.

## Leefwijze
Het voedsel bestaat uit kleine knaagdieren, jonge vogels, kreeften, slangen en kikkers, maar ook palmnoten.

## Verspreiding en leefgebied
Deze soort is endemisch in de tropische en subtropische bossen van Madagaskar.

## Status
De holenkiekendief heeft een groot verspreidingsgebied en daardoor alleen al is de kans op de status  kwetsbaar (voor uitsterven) niet groot. De grootte van de populatie wordt geschat op  670-6700 volwassen vogels. Er is geen aanleiding te veronderstellen dat de soort in aantal achteruit gaat. Om deze redenen staat de holenkiekendief als niet bedreigd op de Rode Lijst van de IUCN.